# 2006年12月

## 12月31日
- 泰國首都曼谷於跨年夜先後發生多宗炸彈襲擊，至少兩人死亡，三十多人受傷。星島
- 跟踪战争死亡的权威网站说，自第三次海灣戰爭以来，在伊拉克死亡的美軍人數已達到3,000人。 路透社

## 12月30日
- 一名西班牙67岁老妇生双胞胎，成全球最高龄产妇。中华网
- 伊拉克前總統薩達姆·海珊被執行絞刑。CNN（页面存档备份，存于）、明報

## 12月29日
- 英国女探险家汉娜·米肯德抵达南极极点，以短短40天的惊人时间，创造了新的“单人最快南极探险纪录”。新华网 Archive.today的存檔，存档日期2013-04-28

## 12月28日
- 俄罗斯国际航空公司一架載了170名乘客的空中巴士A320客機，原定由莫斯科飛往瑞士日內瓦途中遭人劫持，緊急降落捷克布拉格。星島新华网（页面存档备份，存于）
- 聯合國難民高級專員署稱，兩艘載滿逃離家園衝突的索馬里人的船隻，在也門外海翻沉，至少17死140失蹤。路透社

## 12月27日
- 台湾地震致中国大陆大面积网络故障，无法访问海外网站。中国网（页面存档备份，存于）新华网（页面存档备份，存于）
- 一封以萨达姆名义撰写的“绝命书”出现在互联网上。新华网（页面存档备份，存于）

## 12月26日
- 台灣發生黎克特制7.0級強烈地震，震央位於屏東恆春地震站西偏南22.8公里。中央社（页面存档备份，存于） 香港電台（页面存档备份，存于）中央氣象局地震報告
- 伊拉克上诉法庭维持对伊拉克前总统萨达姆杜贾尔村案的死刑判决不变。新华网（页面存档备份，存于）新浪网（页面存档备份，存于）

## 12月25日
- 教宗本篤十六世的耶誕祝辭中說，已登陸其他星球並解開生命基因密碼的人類，不該認為他們可以不需要上帝。他以62種語言，祝賀廣場上數以萬計群眾耶誕快樂，演說中突顯了他對人類命運的關切。路透社
- 為阻撓武裝分子獲得軍火，埃塞俄比亞戰機首次直接轟炸索馬里首都摩加迪沙的國際機場。摩加迪沙由武裝組織「伊斯蘭法院理事會」控制，他們的戰士一直在該國各地跟埃國軍隊激戰。明報

## 12月24日
- 台灣高速鐵路獲得主管單位准予正式運營的許可，最快可在元旦通車。BBC中文網（页面存档备份，存于）美国《侨报》[]
- 埃塞俄比亞總理澤納維表示，該國當日出動戰機，轟炸正包圍索馬利亞脆弱過渡政府的伊斯蘭戰士，以保衛自己國家的主權。路透社

## 12月23日
- 奈及利亞總統奧巴桑喬（Olusegun Obasanjo）的發言人稱，副總統阿布巴卡（Atiku Abubakar）由於參加反對黨大會，形同「技術性辭職」。路透社
- 聯合國安理會一致通過1737號決議制裁伊朗，要求伊朗停止鈾濃縮活動，承擔核不擴散的義務。伊朗外交部對此發表聲明，指出此決議是「非法行為」。BBC中文網（页面存档备份，存于）自由電子報
- 印度安達曼群島在當地時間凌晨1時20分發生黎克特制6.1級地震，震央位於首府布萊爾港西南偏南115公里的45公里地底。暫未有傷亡或損毀報告，亦毋須發出海嘯警報。明報

## 12月22日
- 中國大陸著名維權律師高智晟因「煽動顛覆國家罪」，被判有期徒刑三年，緩刑五年。明報即時新聞
- 关于朝鲜核问题的第五轮六方会谈第二阶段会议在北京宣布休会。中国代表团团长武大伟宣读了本阶段会议的《主席声明》。新浪网（页面存档备份，存于）

## 12月21日
- 以韩国国务总理韩明淑为委员长的韩国新行政首都建设推进委员会召开会议，决定将韩国新行政首都命名为“世宗（세종）”。新浪网（页面存档备份，存于）
- 德國風力發電工業同會表示，全球2006年的風力發電渦輪機安裝數，較2005年上升27%，創下紀錄新高。路透社

## 12月20日
- 中國與哈薩克斯坦簽署一系列協議，加強雙邊能源貿易與合作。雅虎香港
- 哥伦比亚警方逮捕了45名反政府游击队“哥伦比亚革命武装力量”成员。新浪网（页面存档备份，存于）
- 日本财务省公布2007财政年度预算草案，其中弹道导弹防御系统预算1826亿日元，创新高。新浪网（页面存档备份，存于）
- 美国新任国防部长罗伯特·盖茨访问伊拉克美国驻军。CNN

## 12月19日
- 联合国秘书长科菲·安南举行告别记者会。联合国新闻（页面存档备份，存于）
- 联合国纪念第三个南南合作日。联合国新闻（页面存档备份，存于）
- 泰国股市大跌，当局被迫撤消外资管制。新华网 Archive.today的存檔，存档日期2013-04-28
- 利比亚班加西刑事法院在首都的黎波里作出判决，判处涉嫌故意向利比亚儿童注射艾滋病病毒的1名巴勒斯坦医生和5名保加利亚护士死刑。新华网
- 中欧自由贸易协定成员在布加勒斯特举行政府首脑会议，决定吸收阿尔巴尼亚、波黑、摩尔多瓦、塞尔维亚和黑山六国以及科索沃为贸易协定新成员。新华网（页面存档备份，存于）
- 法国外长宣布，法国与希腊联名向联合国安理会提交了一份关于保护战地新闻工作者的决议草案。新华网（页面存档备份，存于）
- 六方會談場邊，美與北韓舉行兩項直接磋談。法新社[]

## 12月18日
- 瑞士日內瓦旅遊局宣布，自2007年1月1日起，到日內瓦旅遊的旅客可以享受免費的公共交通服務。明報新华网（页面存档备份，存于）
- 第五轮朝核六方会谈第二阶段会议上午在北京钓鱼台国宾馆芳菲苑开幕。新华网 Archive.today的存檔，存档日期2013-04-28
- 日本首颗3吨级地球静止轨道卫星——技术试验卫星8号于当地时间15时32分搭乘H2A204新型大运力火箭升空。新华网
- 印尼苏门答腊岛发生地震，7人死亡、100多人受伤 。新华网 Archive.today的存檔，存档日期2013-04-28

## 12月17日
- 访问古巴的美国国会议员代表团成员一行十人在哈瓦那出席新闻发布会，一致要求美国政府改变对古巴的政策，并同古巴政府开始对话。新华网（页面存档备份，存于）
- 数十名蒙面武装人员凌晨袭击巴勒斯坦民族权力机构主席马哈茂德·阿巴斯卫队在加沙的训练营，造成卫队士兵1死3伤。新华网 Archive.today的存檔，存档日期2013-04-28
- 「你」（指網路使用者的用戶分享風潮）被美國時代雜誌選出為2006年年度風雲人物。

## 12月16日
- 墨西哥联邦警察撤离瓦哈卡市中央广场，结束了对这个城镇为时七个星期的占领。美国之音中文网[永久]
- 由金桂冠率领的北韓代表团和由千英宇率领的南韓代表团分别先期抵达北京，参加18日召开的第五轮六方会谈第二阶段会议。东方网（页面存档备份，存于）
- 自由亚洲电台报道称，四川宜宾两位农民维权代表徐元仁、罗道富已被宜宾法院秘密判处两年徒刑，罪名是“聚众扰乱社会秩序”。自由亚洲电台[]
- 伊朗总统艾哈迈迪内贾德说，伊朗已经准备好开始同邻近国家分享伊朗的核技术。美国之音[永久]新华网 Archive.today的存檔，存档日期2013-04-28
- 哈馬斯和法塔赫在加沙地帶多處發生衝突，造成近20人受傷。新浪网（页面存档备份，存于）
- 俄羅斯莫斯科舉行歷來最大規模的反總統普京示威，逾1000名示威者蔑視官方禁令，齊集市中心廣場起點，其後群眾陸續加入，高舉呼籲普京下台的口號，數千名警察則在沿途戒備。明報
- 《時代》雜誌「年度風雲人物」揭曉，「你」榮膺本年度風雲人物。路透社
- 由於哥本哈根當局計劃關閉一間青年中心，數百名年輕人走上街頭，結果警民爆發嚴重衝突，逾300名抗議者被捕。路透社

## 12月15日
- 美國西北部遭13年來最強勁風暴吹襲，最高風速達每小時182公里，風暴最少造成6人死亡，超過150萬戶斷電，部分航班及火車服務亦被迫取消。文汇报
- 一个由中国、美国、英国、德国、瑞士和日本6国科学家组成的联合调查组遗憾宣布，白鳍豚可能已经灭绝。人民网（页面存档备份，存于）
- 台湾国务机要费案在台北开审，总统陈水扁妻子吴淑珍以被告身份出庭，并否认控罪。BBC中文网（页面存档备份，存于）
- 日本參議院通过一组议案，把防卫厅升格为国防部（省），到海外执行任务成为日本“海上自卫队”的主要职能。BBC中文网（页面存档备份，存于）
- 2006年亞洲運動會闭幕，中国连续7届居金牌榜第一。新华网
- 華盛頓郵報引述美國國家情報局局長奈葛彭透露，種種跡象都顯示古巴國務委員會主席卡斯特羅病情危急，接近死亡。世界日報
- 新疆烏魯木齊第一人民醫院兒童醫院分院門口下午3時許，發生爆炸，造成2人受傷。公安部門初步認定這是一宗人為事件。亚洲时报（页面存档备份，存于）

## 12月14日
- 不丹國王吉格梅·辛格·旺楚克退位，交棒給他26歲的兒子吉格梅·凯萨尔·纳姆耶尔·旺楚克（Jigme Khesar Namgyal Wangchuck）。路透社新华网（页面存档备份，存于）
- 英國警方調查戴安娜王妃車禍原因的報告公布，指她並非被謀殺，而是死於悲劇性的車禍。路透社
- 印尼伊斯蘭保衛者陣線主席在法庭作證時稱，印尼版《花花公子》總編輯阿爾納達向公眾傳播不體面照片並從中牟利，這罪使他面臨最高被判處32個月的刑期。多維新聞網 （页面存档备份，存于）
- 潘基文宣誓就任第八任联合国秘书长。新华网（页面存档备份，存于）

## 12月13日
- 美國佛羅里達州為55歲死囚戴亞斯以毒針行刑時，毒針錯誤打穿靜脈，最後要多補一針，令他花上34分鐘才死去，較正常時間多一倍。明報
- 馬來西亞東北部丁加奴州的蘇丹米占再那阿比丁（Mizan Zainal Abidin）宣誓就任第13任最高元首，任期五年。他在首相阿都拉·巴达威陪同下，於吉隆坡的國會廣場接受歡迎儀式。路透社
- 瑞士联邦委员会委员兼外交部长米舍利娜·卡尔米-雷伊当选新一届瑞士联邦主席。新华网（页面存档备份，存于）
- 第61屆聯合國大會一致通過了首個有關殘疾人的國際公約－《殘疾人權利公約》，保障全球6.5億身心殘障者享有完整平等的人權、基本自由及人格尊嚴。公約一旦被20個國家認可，即可馬上生效。該公約共有五十條，歷時四年才完成。BBC新聞（页面存档备份，存于）大公報中時電子報

## 12月12日
- 國際刑事警察組織俄羅斯辦公室的負責人表示，該組織被要求加入俄羅斯前間諜利特維年科遭毒殺案的調查，調查路線貫穿德國、俄羅斯和英國，組織會幫助改善這三國之間的信息流動。路透社
- 日本「今年漢字」揭曉，「命」字以八千多票當選。評選組織方面認為，其一是皇次子秋筱宮家首次誕生了一名男性後裔；其二是日本頻頻發生的校園欺負導致學生自殺；最後是酒後駕駛現象屢禁不止。明報南方新闻网
- 英國警方又找到兩具妓女的屍體，使得英格蘭東部城鎮伊普威治凶案的受害者人數達五人。路透社
- 世界最大的客機空中巴士A380正式獲得商務飛行安全許可證，使六年來因延後交貨而聲譽受損的研發告一段落，明年正式加入營運。路透社
- 吳品彥出生

## 12月11日
- 欧盟外长会议通过一份声明，把欧盟与中国关系提升为战略伙伴关系，但重申是否解除对华武器禁运，得视乎中国人权状况有否改善。BBC中文网（页面存档备份，存于）
- 英國警方表示，在過去九天內，在英格蘭東部伊普威治港先後發現了三名妓女的裸屍後，已展開搜捕。警方稱，這幾宗謀殺案有顯著的相似處，懷疑是連環殺手所為。路透社
- 以色列總理奧爾默特訪問德國時，首度暗示該國擁有核武。路透社
- 俄羅斯克里姆林宮發言人指，俄羅斯是「全球最後一個國家」希望前特工利特維年科死亡，重申沒有參與毒殺行動。明報南洋商报（页面存档备份，存于）
- 澳大利亚宣布正式推出“新公民入籍测试”政策。中新网 Archive.today的存檔，存档日期2013-04-28
- 香港孙中山纪念馆举行开馆典礼，将从12日起正式向公众开放。新华网
- 中国外交部发言人宣布，经各方协商，第五轮六方会谈第二阶段会议将于12月18日起在北京举行。中华人民共和国外交部

## 12月10日
- 智利前獨裁者皮諾切特病逝，終年91歲。CNN[]華爾街日報
- 十幾位新加坡人設法完成星國多年來首見的民主人士街頭示威活動，要求言論自由。路透社
- 香港泛民主派在選委會屆別分組選舉中拿下114席，由於泛民主派握有推薦行政長官候選人所需的100張票，公民黨立法會議員梁家傑已宣布將參與香港特首選舉。自由電子報

## 12月9日
- 发现号航天飞机从美国佛罗里达州肯尼迪航天中心升空。BBC中文网（页面存档备份，存于）新华网（页面存档备份，存于）
- 美國眾議院通過民用核協定，批准供應民用核技術和燃料予印度。明報
- 2006年中華民國直轄市市長暨市議員選舉結束，台北市郝龍斌當選市長，高雄市陳菊當選市長。台北市選舉委員會高雄市選舉委員會
- 被控資助遜尼派叛亂與美國作對的前總統薩達姆的姪兒艾曼沙巴威（Ayman al-Sabawi），在一名守衛協助下於伊拉克北部城市摩蘇爾西北的Badoush監獄逃脫。路透社
- 玻利維亞總統莫拉萊斯說，一個仿歐盟形式的南美洲國家共同體，可能在五年內成真。路透社

## 12月8日
- 近日備受真主黨和親敘利亞各派請辭職壓力的黎巴嫩總理西尼烏拉，指摘國內的真主黨領袖，有發動政變的陰謀。明報

## 12月7日
- 由于天气原因，美国宇航局临时决定推迟发射发现号航天飞机。BBC中文网（页面存档备份，存于）新华网（页面存档备份，存于）
- 2006年多哈亞運會馬術項目個人越野賽中，南韓選手金亨七的坐騎Bundaberg Black在跨越障礙時跌倒，他從馬背上跌下後身亡。路透社、蘋果日報
- 总部设在美國纽约的国际媒體观察組織“保護記者委員會”表示，全世界因公而遭囚禁的記者人數連續第二年上升，而互聯網作者和線上記者也佔了入獄人數的三分之一。委员会并指出，中国目前至少有三十一名记者被监禁，连续第八年成为世界上监禁记者人数最多的国家。路透社BBC中文网（页面存档备份，存于）
- 國際傳真社引述一名未具名消息人士的話說，曾與已故俄羅斯前密探利特維年科接觸的柯夫頓（Dmitry Kovtun），因放射物中毒而重病住院。路透社
- 前挪威環境部長博爾格布倫德（Boerge Brende）表示，應創立諾貝爾環保獎，以獎勵保護環境和反氣候改變的努力。路透社
- 美國國務院發言人麥科馬克發表講話，否認北韓有關美國在南韓部署有核武器的說法。星島
- 斐濟過渡政府總理塞尼蘭加卡利承認軍方推翻民選政府的舉動非法，並稱新選舉將在一到兩年內舉行。明報新华网（页面存档备份，存于）
- BBC报道，中国秘密处决汉源事件被捕村民。BBC中文网（页面存档备份，存于）

## 12月6日
- 澳大利亚众议院通过新法案，取消人类胚胎用于干细胞研究禁令。新华网（页面存档备份，存于）
- 日本宇宙航空研究开发机构称，朱雀号X射线天文卫星观测到M82星系内约1万个超新星连锁爆发释放出的等离子体，在距离该星系约3.8万光年处聚集成了帽子状。新华网 Archive.today的存檔，存档日期2013-04-28
- 英國警方表示，他們把俄羅斯前密探利特維年科的中毒死亡案件視為謀殺案，使得從倫敦延伸至莫斯科的調查重要性升高。路透社
- 澳門前運輸工務司司長歐文龍因涉及貪污及金融犯罪被捕，是回歸以來因牽涉貪污賄賂犯罪而下臺的最高級官員。半島電視台（页面存档备份，存于）法新社[]BBC（页面存档备份，存于）

## 12月5日
- 联合国世界经济发展研究所最新研究结果发现，全世界贫富不均现象惊人：百分之二最富有人口拥有世界一半财富，世界比较贫困的半数人口只拥有全球财富的将将百分之一。BBC中文网（页面存档备份，存于）、世界经济发展研究所（页面存档备份，存于）

- 聖座國務卿達濟斯·貝爾托內樞機在羅馬表示，中國在發展經濟之餘，應該也要顧及百姓的精神需要。路透社
- 巴拉圭首都亞松森爆發一場街頭暴動，暴民放火焚燒汽車，公然行搶並圍堵街道，起因是民眾對法院針對一起奪走350條人命超市大火的判決深感憤怒。路透社
- 英國警方在英超球會阿仙奴的主場「阿聯酋球場」，發現放射性物質釙210殘餘物，但對公眾無害。明報新华网（页面存档备份，存于）
- 斐济政变：
  - 紐西蘭總理克拉克宣布中斷和斐濟的軍事關係，並呼籲斐濟軍政各方在法律框架內緩解對抗。路透社
  - 軍方司令白尼馬拉馬宣佈，軍隊已經接掌了該國。路透社
  - 武裝士兵試圖強行進入總理卡羅斯的官邸。有目擊者說，在武裝士兵包圍官邸下，卡羅斯已被孤立。路透社

## 12月4日
- 巴西在橫跨亞馬遜東部帕拉州的七座公園設立了世界最大熱帶雨林保育區，佔地逾1,500萬公頃，比英格蘭還要大。路透社
- 英國情報官員相信，是俄羅斯特工授權毒殺俄羅斯前特工利特維年科，又指出只有諸如俄羅斯聯邦安全局特工之類的官員，才可能取得足夠分量的放射性物質釙210殺死利特維年科。明報中新网（页面存档备份，存于）
- 駐菲律賓美軍史密斯2005年11月在一輛租來的輕型貨車上，強姦一名22歲女子，被馬尼拉法院判處入獄40年。明報新华网（页面存档备份，存于）
- 美國總統喬治·沃克·布殊接受美国常驻联合国代表约翰·博尔顿辞呈。新华网（页面存档备份，存于）
- 2006年世界電信展在香港開展。

## 12月3日
- 委内瑞拉全国选举委员会主席宣布，现任总统查韦斯以压倒优势击败对手获得连任。新华网（页面存档备份，存于）
- 智利前獨裁者皮諾切特因心臟病送往首都聖地牙哥一軍事醫院治療，情況「嚴重但穩定。」路透社
- 國際電信聯盟2006年世界電信展在亞洲國際博覽館開幕，中國全國人大常委會委員長吳邦國、香港特別行政區行政長官曾蔭權、國際電信聯盟秘書長內海善雄、2006年諾貝爾和平獎得主尤努斯共同主持開幕式。明報、星島日報、大會官方網站（页面存档备份，存于）
- 俄羅斯以3比2戰勝阿根廷得到2006年台維斯盃。(BBC Sport)（页面存档备份，存于）

## 12月2日
- 伊拉克巴格達叛乱三架車炸彈爆炸，最少50人死亡。(BBC)（页面存档备份，存于）
- 印度東部比哈爾邦一條橋樑倒塌，壓到一輛途經的火車，造成33人死亡，10多人受傷。明報新华网 Archive.today的存檔，存档日期2013-04-28
- 古巴舉行10年來首次盛大閱兵儀式，慶祝領導人卡斯楚80歲大壽，但他沒有現身出席。明報新华网（页面存档备份，存于）

## 12月1日
- 英國卫生防护部门证实，曾與俄羅斯前特工利特維年科會面的意大利安全專家马里奥·斯卡拉梅拉體內有放射性物質釙-210，有生命危險。明報中新网（页面存档备份，存于）
- 超過100個國家於肯亞召開的聯合國會議中，同意著手因應每年高達5,000萬噸的有毒電子廢棄物的問題，包括舊電腦、電話和電冰箱。路透社
- 約80萬名黎巴嫩民眾響應反對派號召在首都貝魯特示威，要求親美的總理西尼烏拉下台。明報新华网 Archive.today的存檔，存档日期2013-04-28
- 第十五届亚洲运动会开幕式在卡塔尔举行。新华网 Archive.today的存檔，存档日期2013-04-28
- 费利佩·卡尔德龙正式宣誓就任墨西哥总统。搜狐网（页面存档备份，存于）
- 斯里蘭卡總統马欣达·拉贾帕克萨的兄弟、也是國防部長的戈塔巴雅·拉贾帕克萨在首都科倫坡驚險逃過了一次疑似自殺式爆炸攻擊。這次爆炸造成14人受傷，其中一人重傷。路透社
- 斐濟軍方首長白尼馬拉馬（Frank Bainimarama）開給總理卡羅斯（Laisenia Qarase）整肅政府官員的最後期限將至，若不整肅就要面臨政變。而總理則嚴陣以待，說他可能尋求外國介入。路透社
- 山东沂南县法院宣布对盲人陈光诚维持原判，判处其有期徒刑四年零三个月，陈光诚表示将会继续上诉。BBC中文网（页面存档备份，存于）、RFA[]
- 北京法院对纽约时报记者赵岩二审宣判，维持三年的原判。RFA[]
- 中国气象局发表气象监测报告，2006年9月至11月的全国平均气温异常偏高，幅度高达1.6摄氏度，破了50多年来的最高记录。中央政府门户网站／新华社（页面存档备份，存于）
- 南非一对同性恋人Vernon Gibbs与Tony Halls在乔治城正式登记结婚，成为该国第一对合法登记结婚的同性恋人。此前11月30日，随着“民事结合法案”正式生效，南非成为世界上第5个、非洲第1个法律认可同性婚姻的国家。爱白网BBC（页面存档备份，存于）美联社（页面存档备份，存于）